# Snake Canyon
Cet article concerne Snake Canyon au Sultanat d'Oman. Pour Snake River Canyon dans l'Ouest américain, voir Snake (rivière).

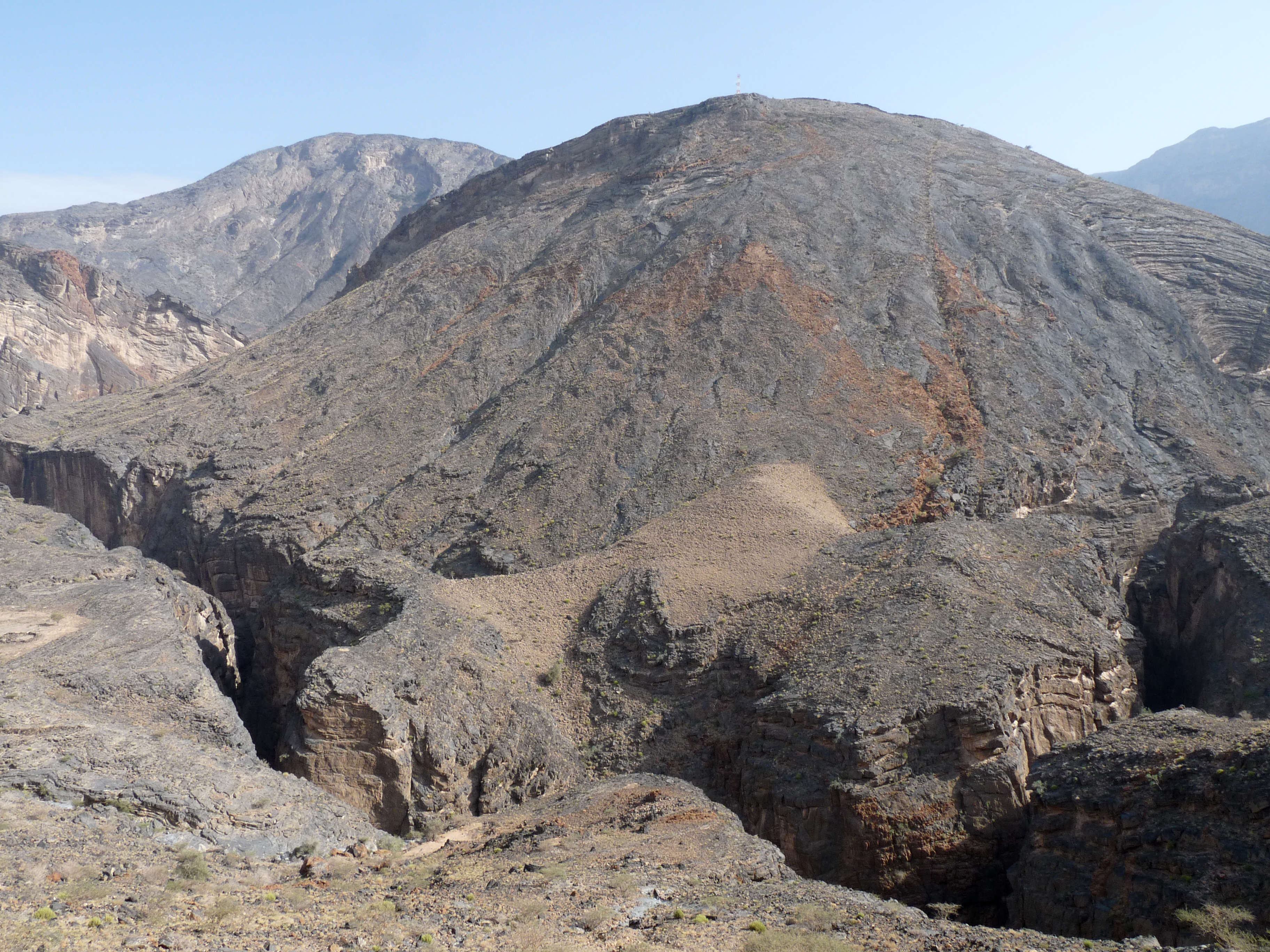
Snake Canyon

Snake Canyon (parfois Big Snake Canyon, Snake Gorge ou Wadi Bimmah) est un canyon étroit et profond situé au Sultanat d'Oman, au confluent avec le Wadi Bani Awf, au cœur du Hajar occidental. Il doit ce nom à son tracé sinueux évoquant un serpent (snake).
Spectaculaire, la traversée du canyon – en trois ou quatre heures –, tantôt à pied tantôt à la nage, est très appréciée des randonneurs audacieux. En fonction de la météo elle n'est pas dépourvue de danger, car, comme dans les autres wadis, le niveau de l'eau peut s'élever très rapidement. C'est ainsi qu'en 1996 huit personnes, dont quatre Britanniques, un Irlandais et deux membres de l'US Air Force, ont perdu la vie dans le canyon, noyés par une crue brutale. 
Une via ferrata a été aménagée dans le canyon pendant l'hiver 2004-2005.
Un canyon voisin, plus petit, porte le nom de « Little Snake Canyon ».
Bilad Sayt et Az Zammah sont quelques-uns des villages pittoresques situés à proximité de Snake Canyon.